# Ornithomya candida
Ornithomya candida är en tvåvingeart som beskrevs av Maa 1967. Ornithomya candida ingår i släktet Ornithomya och familjen lusflugor. Inga underarter finns listade i Catalogue of Life.